# Alexander S. Kekulé

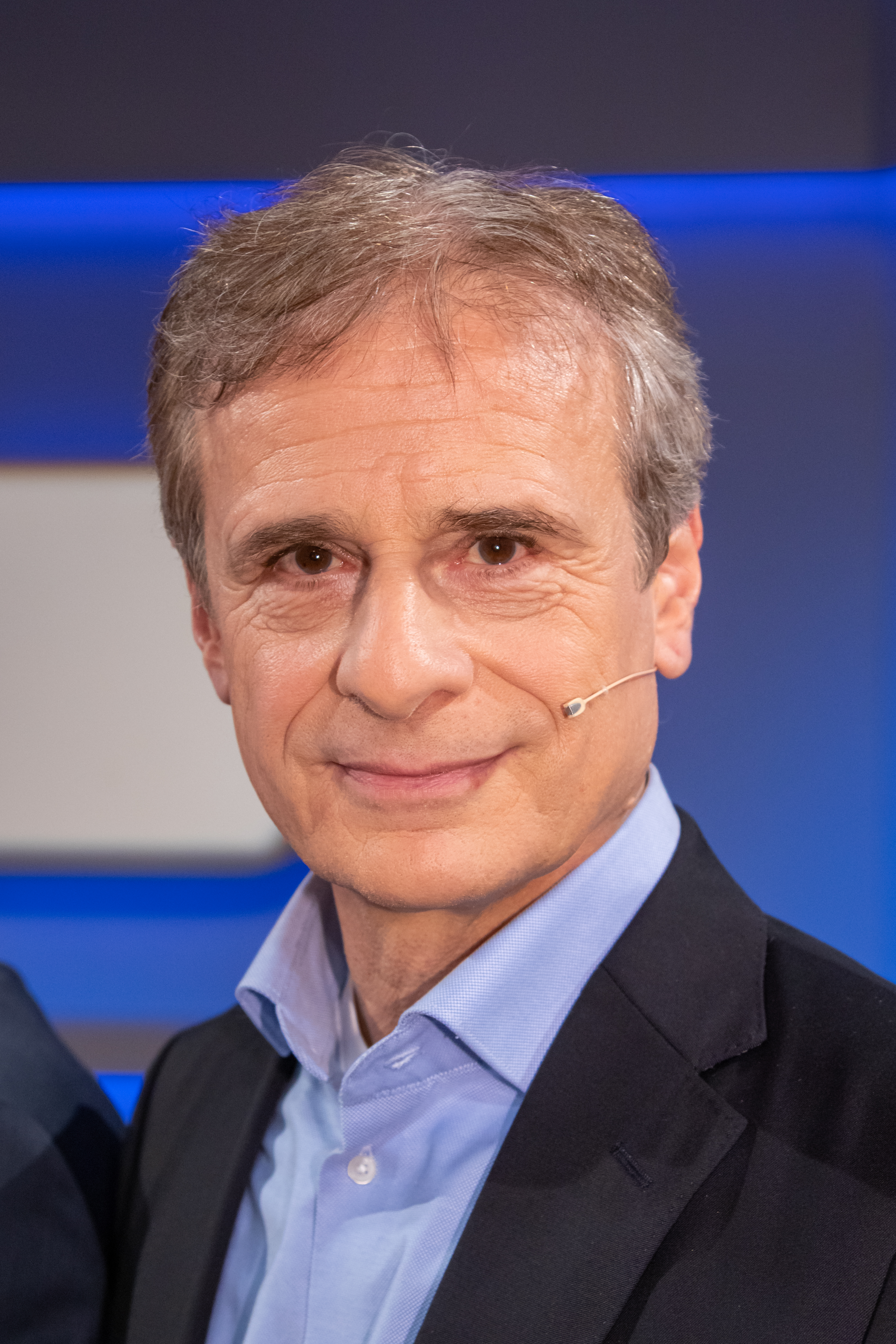
Alexander Kekulé (2020)

Alexander S. Kekulé (Aussprache [ˌalɛˈksandɐ ˈkekuleː]; * 7. November 1958 in München) ist ein deutscher Mediziner, Epidemiologe, Biochemiker und Publizist. Er war ab 1999 bis zu seiner vorläufigen Dienstenthebung im Dezember 2021 wegen der Verletzung von Lehrverpflichtung als Hochschullehrer Inhaber des Lehrstuhls für Medizinische Mikrobiologie und Virologie der Martin-Luther-Universität Halle-Wittenberg und Direktor des Instituts für Medizinische Mikrobiologie des Universitätsklinikums Halle (Saale).

## Herkunft und Namensführung
Alexander Kekulé wurde als Sohn der Autorin Dagmar Kekulé geboren. Damals trug er den Familiennamen seiner Mutter, später nahm er den Nachnamen seines Stiefvaters, des Regisseurs Wolfgang Urchs, an. Diesen Namen trug er noch, als er 1980 einen Preis bei Jugend forscht gewann. Wiederum später nahm er wieder den Namen Kekulé an. In dem seiner Dissertation beigefügten Lebenslauf aus dem Jahr 1990 nannte sich Kekulé Alexander Kekulé von Stradonitz. Im Widerspruch zu dieser Namensführung bestehen zur Gelehrtenfamilie Kekulé von Stradonitz keine verwandtschaftlichen Beziehungen, wie er selbst in der Frankfurter Allgemeinen Zeitung einräumte: „Ich habe nicht bestätigen lassen, dass ich der Familie ‚Kekulé von Stradonitz‘ entstamme.“ Die Schauspielerin und Autorin Sylvia Kekulé ist seine Tante, der Filmregisseur und Autor Norbert Kückelmann war der zweite Ehemann seiner Mutter.

## Leben
Kekulé besuchte von 1965 bis 1977 die Rudolf-Steiner-Schule München und anschließend das Rupprecht-Gymnasium München, an dem er 1979 das Abitur ablegte. Kekulé spielte 1968 als Kind unter dem Schauspielernamen Sascha Urchs die Hauptrolle in dem Film Bübchen von Roland Klick.
Nach dem Zivildienst beim Arbeiter-Samariter-Bund in München studierte Kekulé von 1981 bis 1983 Medizin und Biochemie an der Freien Universität Berlin. Nach einem Jahr als „summer student“ an der Mayo Clinic in Rochester, Minnesota (USA) setzte er sein Studium an der Ludwig-Maximilians-Universität München fort. Nach dem medizinischen Staatsexamen und der Approbation als Arzt 1987 arbeitete Kekulé zunächst als Summer Associate für die Unternehmensberatung McKinsey & Company in New York City (USA). Von 1987 bis 1993 stellte er bei Peter Hans Hofschneider am Max-Planck-Institut für Biochemie in Martinsried (Bayern) Forschungen zum Hepatitis-B-Virus an, auf deren Grundlage er zweimal bei Hofschneider promoviert wurde (1989 an der Freien Universität Berlin in Biochemie sowie 1992 an der Ludwig-Maximilians-Universität München in Medizin) und sich 1993 an der Technischen Universität München im Fach Medizinische Mikrobiologie/Virologie habilitierte.
Von 1993 bis 1994 erbrachte er ein Assistenzjahr in Innerer Medizin im Krankenhaus der Barmherzigen Brüder in München. Von 1994 bis 1996 arbeitete er am Max-von-Pettenkofer-Institut der Ludwig-Maximilians-Universität München. Kekulé ist Facharzt für Mikrobiologie, Virologie und Infektionsepidemiologie sowie Facharzt für Laboratoriumsmedizin. Von 1997 bis 1998 war er stellvertretender Leiter des Instituts für Virologie an der Eberhard-Karls-Universität Tübingen. 1999 folgte er einem Ruf auf den Lehrstuhl für Medizinische Mikrobiologie und Virologie an die Martin-Luther-Universität Halle-Wittenberg.
In den Jahren 2003 bis 2015 war Kekulé in die Schutzkommission beim Bundesministerium des Innern berufen und beriet die Bundesregierung zum Thema Seuchenschutz. Von 2014 bis zur Auflösung der Schutzkommission war er neben Peer Rechenbach stellvertretender Vorsitzender.
Kekulé ist verheiratet, Vater von fünf Kindern und wohnt in Halle und München.
Seit 30. September 2024 ist Kekulé im regulären Ruhestand.

## Forschungsgebiete
Kekulés Forschungsschwerpunkte sind Infektionskrankheiten, biologischer Bevölkerungsschutz und Bioethik. Auf der Suche nach den molekularen Ursachen von Leberkrebs konnte er 1992 als Doktorand in der Arbeitsgruppe von Peter Hans Hofschneider zeigen, dass das X-Gen des Hepatitis-B-Virus eine Signalkaskade in der Leberzelle aktiviert, die auch für die Krebsentstehung durch bestimmte Chemikalien verantwortlich ist. Ferner entdeckte er mit seiner Arbeitsgruppe den preS/S-Transaktivator, ein neuartiges Regulatorgen des Hepatitis-B-Virus. Ein weiterer Schwerpunkt seiner Tätigkeit ist die Influenza-Pandemieplanung. Seine jüngsten wissenschaftlichen Publikationen, die er als Co-Autor mitverfasst hat, berichten über die Ergebnisse einer multizentrischen Studie zur Epidemiologie invasiver Aspergillose in Patienten mit akuter Leukämie (2017) und über die intensivmedizinische Versorgung und Überwachung von Patienten mit hochansteckenden hämorrhagischen Fiebererkrankungen (2021).
2020 wurde von Seiten der Universität Halle und anderen Virologen wie Christian Drosten die Kritik geäußert, dass Kekulé in den vergangenen Jahren wenig geforscht und kaum publiziert habe. Kekulé führt dies auf eine mangelnde finanzielle Ausstattung seines Instituts seit seiner Berufung 1999 zurück und darauf, dass er sich im „Laufe der Jahre auf angewandte und interdisziplinäre Forschungsfelder“ verlegt habe. PubMed, die Datenbank für medizinische Artikel, enthält insgesamt 32 Publikationen von 1990 bis 2020, davon 13/14 Publikationen von 1990 bis 1999/2000, als er als Professor auf den Lehrstuhl an die Martin-Luther-Universität Halle-Wittenberg berufen wurde und nach seinen Angaben „mit falschen Versprechungen angelockt und dann stillgelegt wurde“; von 2001 bis 2005 finden sich in PubMed keine Publikationen von ihm, erst wieder 2006 und 2009 je eine und zwischen 2010 und 2020 insgesamt 16 weitere Publikationen (die letzte 2017). Kekulé hat 2021 laut Scopus einen h-Index von 14. Seit 2018 ist Kekulé wissenschaftlich-publizistisch praktisch inaktiv. Von 2018 bis 2021 veröffentlichte Kekulé nur eine Publikation als Koautor in achter Position der Autorenliste. Das gilt für einen im Amt befindlichen Universitätsprofessor insgesamt als geringe Publikationsleistung.
Kekulé ist Mehrheitsgesellschafter und Geschäftsführer des Instituts für Biologische Sicherheitsforschung GmbH in Halle, das 2006 zur „Erforschung, Entwicklung und Vermarktung biologischer und medizinischer Innovationen mit dem Schwerpunkt biologische Sicherheit“ gegründet wurde. Zuletzt veröffentlichte er als Repräsentant dieses Instituts 2015 eine Analyse der Ebola-Epidemie in Westafrika und empfahl Maßnahmen für eine bessere Handhabung zukünftiger Ausbrüche von Infektionskrankheiten.

## Publizistische Tätigkeit
Neben seiner wissenschaftlichen Arbeit publiziert Kekulé zu gesellschaftlichen und ethischen Aspekten der Naturwissenschaften. Beiträge erschienen unter anderem in den Wochenzeitungen Die Zeit und Jüdische Allgemeine, dem Magazin Der Spiegel und der Tageszeitung Neue Zürcher Zeitung. Von 1999 bis 2013 schrieb er im Berliner Tagesspiegel die Kolumne „Was Wissen schafft“, seit Juni 2021 eine andere bei Focus Online.
Kekulé plädierte 2001 für die Einrichtung eines globalen Fonds für die Bekämpfung von AIDS in der Dritten Welt und setzt sich für ein „Menschenrecht auf natürliches Erbgut“ ein.

## Stellungnahmen zur COVID-19-Pandemie
Kekulé empfahl Anfang Februar 2020 dem RKI, alle schwerkranken Patienten mit grippeähnlichen Symptomen, die ins Krankenhaus oder zum Arzt kommen, auf das Coronavirus zu testen – in Deutschland und in ganz Europa. Damals wurden nur Menschen darauf getestet, die in China gewesen waren oder Kontakt zu jemandem aus China hatten. Er forderte, mögliche COVID-Ausbrüche frühzeitig(er) festzustellen. Er kritisierte öffentlich Bundesgesundheitsminister Jens Spahn (CDU), der COVID-Tests an Flughäfen noch ablehnte, als dies andere Länder bereits machten.
Kekulé äußerte sich während der COVID-19-Pandemie in Deutschland oft öffentlich zu Risiken, Schutz- und Beschränkungsmaßnahmen und zu deren Rücknahme. Kekulé betreibt keine experimentelle Forschung zur Familie der Coronaviren, nach seiner Aussage auch, weil es kein virologisches Labor an der MLU gibt.
Der MDR produzierte von März 2020 bis Dezember 2023 den Podcast Kekulés Corona-Kompass. Im Gespräch mit dem Moderator Camillo Schumann erörterte Kekulé dort wissenschaftliche Hintergründe, gab Einschätzungen zu politischen Maßnahmen ab und beantwortete per Telefon oder E-Mail gestellte Fragen von Hörern.
Am 31. März 2022 startete der Podcast Kekulés Gesundheits-Kompass, ebenfalls vom MDR produziert. Mit Moderator Jan Kröger bespricht er Gesundheitspolitik und Studien und beantwortet Hörerfragen.
Kekulé plädierte Anfang November 2021 für eine COVID-Impfpflicht für Pflegekräfte und nannte als Gründe den häufig nicht ausreichenden Impfschutz alter Menschen, die nachlassende Wirkung der Impfung, das zögernde Anlaufen der Auffrischimpfungen und die mangelnde Bereitschaft von Pflegepersonal, sich freiwillig impfen zu lassen.
Einer allgemeinen Impfpflicht hingegen stand er ablehnend gegenüber und betrachtete sie „als das falsche Instrument zur falschen Zeit“, nicht zuletzt auch deswegen, weil die Impfstoffe in der im Dezember 2021 vorliegenden Generation immer weniger geeignet seien gegen neue Virusvarianten wie Delta oder Omikron. Kekulé sah die allgemeine Impfpflicht als politischen Aktionismus an. Zudem erläuterte er, dass es bei den nicht auf Delta oder Omikron angepassten Impfstoffen immer häufiger zu Impfdurchbrüchen komme, was dazu führe, dass die betroffenen Geimpften auch wieder ansteckend seien.

## Disziplinarverfahren der Universität Halle und vorläufige Dienstenthebung 2021
Die Universität Halle geht seit 2020 disziplinarisch gegen Kekulé vor. Als Grund wurde angegeben, dass er sein Lehrdeputat, also seine Unterrichtsverpflichtungen, nicht erfüllt habe. Im Dezember 2021 enthob ihn die Universität vorläufig seines Dienstes und untersagte ihm die weitere Tätigkeit. Kekulé kündigte an, gegen die Entscheidung mit rechtlichen Mitteln anzugehen.
Das Verwaltungsgericht Magdeburg bestätigte Medienberichten zufolge im August 2023 in erster Instanz die Richtigkeit der vorläufigen Dienstenthebung und urteilte, es sei gegenwärtig „mit überwiegender Wahrscheinlichkeit davon auszugehen, dass der Antragsteller ein schwerwiegendes Dienstvergehen begangen habe“. Damit sei die Prognose gerechtfertigt, „dass der Antragsteller wahrscheinlich aus dem Beamtenverhältnis entfernt werde“. Die Entscheidung wurde im Januar 2024 vom Oberverwaltungsgericht Sachsen-Anhalt bestätigt und ist laut diesem rechtskräftig. Gleiches gilt für die Entscheidung der Universität Halle, 20 Prozent seiner Dienstbezüge einzubehalten. Das Disziplinarverfahren gegen Kekulé ist mit Stand Anfang Januar 2024 noch nicht abgeschlossen.

## Kritik
Von Kollegen wurde ihm wiederholt vorgeworfen, zu wenig in Lehre und Forschung tätig zu sein und stattdessen hauptsächlich durch und in Medien zu wirken.

## Ehrungen und Auszeichnungen
Für seine Forschung auf dem Gebiet der Krebserzeugung durch Viren wurde Kekulé mit dem Hans Popper Award for Basic Research der International Association for the Study of the Liver (1992) sowie mit dem Karl-Heinrich-Bauer-Gedächtnispreis für Krebsforschung (1990) ausgezeichnet. Ferner erhielt er den Förderpreis der Deutschen Gesellschaft für Hygiene und Mikrobiologie (1991), den Preis des Verbandes der Chemischen Industrie (1991) und den Publizistikpreis der SmithKline Beecham Stiftung (1997). Er war Stipendiat der Studienstiftung des deutschen Volkes sowie bayerischer Landessieger beim Wettbewerb Jugend forscht über das Thema Tee, damals noch unter dem Namen Alexander Urchs. Kekulé ist seit 2010 außerordentliches Mitglied der Arzneimittelkommission der deutschen Ärzteschaft sowie der Auswahlkommission der Studienstiftung des deutschen Volkes. Von 1990 bis 2004 gehörte er der Kommission Lehre und Weiterbildung der Gesellschaft für Virologie an.

## Publikationen
- Das Hepatitis-B-Virus als Tumorpromotor. Ein neuartiger Mechanismus der viralen Onkogenese (Berlin, Freie Univ., Diss., 1989).
- Expression von Antigenen des Hepatitis-B-Virus in immortalisierten humanen B-Lymphozyten (München, Univ., Diss., 1992).
- Transaktivatorproteine des Hepatitis-B-Virus als onkogenetischer Faktor des primären Leberzellkarzinoms (München, Techn. Univ., Habil.-Schr., 1993).
- Bio-Tod in 45 Minuten? – Fakten und Fiktionen zum irakischen Biowaffenprogramm. In: Bernd W. Kubbig (Hrsg.): Brandherd Irak. Campus, Frankfurt am Main 2003, ISBN 3-593-37284-3, S. 44–49.
- Schutz der Bevölkerung vor neu auftretenden Influenzaviren. Bericht der Schutzkommission, 2006 ((PDF; 144 kB) (Memento vom 29. Juli 2007 im Internet Archive)).
- Mitherausgeber: Hochpathogene Erreger und Biologische Kampfstoffe (= MiQ – Qualitätsstandards in der mikrobiologisch-infektiologischen Diagnostik. H. 26–29). 4 Bände. Elsevier/Urban & Fischer, München 2008, ISBN 978-3-437-22627-4, ISBN 978-3-437-22637-3, ISBN 978-3-437-22628-1, ISBN 978-3-437-22638-0.
- Der Corona-Kompass. Wie wir mit der Pandemie leben und was wir daraus lernen können. Ullstein, Berlin 2020, ISBN 978-3-550-20140-0.